# فيات كامبانيولا
فإن فيات كومبانيولا 1101 وفيات 1107 نيوفا كومبانيولا كانتا المركبتين الوحيدتين لشركة فيات الإيطالية من نوع الدفع الرباعي، باستثناء الباندا
.